# Myliobatis freminvillii
Espèce
Statut de conservation UICN

 DD  : Données insuffisantes
Myliobatis freminvillii est une espèce de raie.